# Eliseo Álvarez-Arenas Pacheco
Eliseo Álvarez-Arenas Pacheco (Ceuta, 23 de diciembre de 1923 - Madrid, 21 de septiembre de 2011) fue un marino y escritor español. Fue almirante de la Armada española y miembro de la Real Academia Española.

## Datos sobre su vida
Era hijo del general Eliseo Álvarez-Arenas Romero, que fue Inspector general de la Guardia Civil y Capitán general de la III Región Militar.
Ingresó en la Armada el 20 de julio de 1941, recibiendo su despacho de alférez de navío el 16 de julio de 1945. A lo largo de su carrera mandó el buque calarredes R-1 (posteriormente renombrado "Cíclope, con el numeral A-13), la corbeta "Diana", la fragata "Cataluña", de la que fue su primer comandante y la 31 escuadrilla de escoltas, con base en Ferrol. Entre sus destinos de tierra destacan la jefatura del Gabinete del ministro de Defensa y la jefatura de Planes Estratégicos del Estado Mayor de la Armada. Promovido al almirantazgo fue comandante general de la Flota y Jefe de Apoyo Logístico de la Armada, siendo su último destino en activo el de capitán general de la Zona Marítima del Cantábrico. Poseía la especialidad de Electricidad y era diplomado en Guerra Naval. Fue profesor de la Escuela de Guerra Naval y dirigió el Gabinete de Estudios Tácticos y el de Estudios Estratégicos; fue considerado uno de los impulsores del Plan General de la Armada. Estando en la reserva fue elegido académico tomando acta de posesión el 4 de febrero de 1996 con un discurso titulado Canto al mar, que fue respondido por Pedro Laín Entralgo. En sus obras suele estar siempre presente el mar, como en los ensayos El español ante el mar, Teoría bélica de España, Investigaciones estratégicas y Del mar en la historia de España, y, el que considera su predilecto por su complejidad, Idea de la guerra.